# Mateusz Rodak
Mateusz Rodak (ur. 1978) – polski historyk, profesor w Instytucie Historii PAN.

## Życiorys
Specjalizuje się w badaniach dotyczących polityki społecznej i zjawiska marginesu społecznego (przestępczość, bezdomność, żebractwo) w Drugiej Rzeczypospolitej.
W 2003 r. studia historyczne ukończył na Katolickim Uniwersytecie Lubelskim. Stopień doktora nauk humanistycznych uzyskał w 2007 r., na podstawie dysertacji pt. Mit a rzeczywistość. Przestępczość Żydów w 20-leciu międzywojennym na przykładzie województwa lubelskiego, natomiast stopień doktora habilitowanego w 2018 r. na podstawie rozprawy habilitacyjnej Pospolitacy, cuwaksi, powrotowcy. Osadzeni w więzieniu karnym Warszawa-Mokotów (1918–1939).
W latach 2005–2009 pracował jako nauczyciel w szkołach w Lublinie i Warszawie.

## Publikacje
- Pospolitacy, cuwaksi, powrotowcy. Osadzeni w więzieniu karnym Warszawa-Mokotów (1918–1939), Warszawa 2017, ISBN 9788363352929
- Mit a rzeczywistość: przestępczość osób narodowości żydowskiej w II Rzeczypospolitej: casus województwa lubelskiego, Warszawa 2012 ISBN 978-83-7543-257-2.
- Kasiarze w Drugiej Rzeczypospolitej, Warszawa 2022 ISBN 978-83-66911-23-9